# Lista de pistas de bobsleigh, luge e skeleton

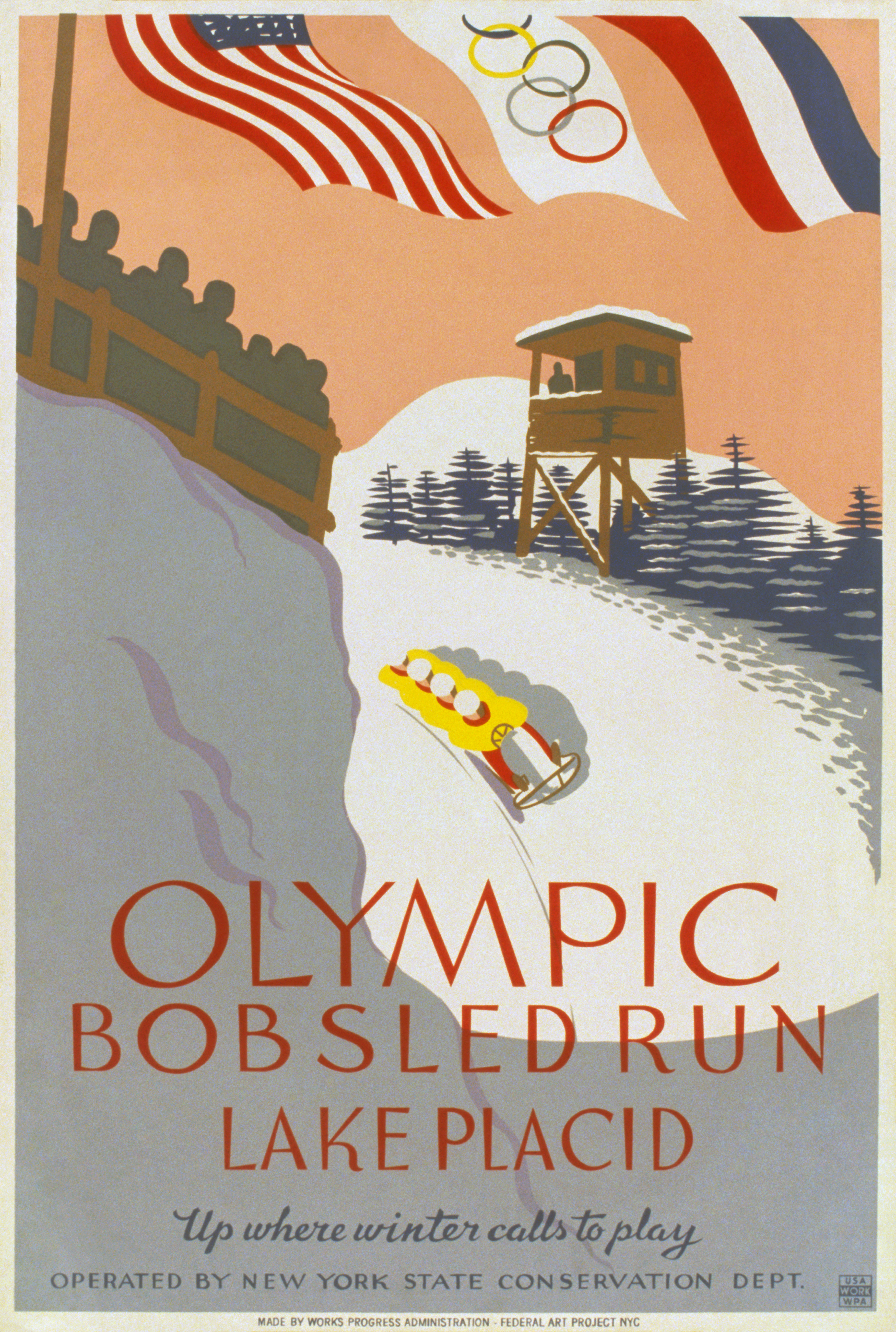
Poster da Works Progress Administration do fim da década de 1930 para mostrar o acesso do público para a corrida de bobsled dos Jogos Olímpicos de Inverno de 1932 em Lake Placid.

No mundo, há um total de 16 pistas de bobsleigh, luge, e skeleton em uso nas competições de bobsleigh, luge, e skeleton. Todas as pistas da lista exceto St. Moritz, Suíça, que é naturalmente refrigerada, são construídas com concreto armado e encanadas com refrigeração de amoníaco para deixar a pista em temperatura adequada antes da corrida. 

## Pistas Artificiais

### Pistas Atuais
| País           | Pista                                                                       | Comprimento (m) | Inclinação vertical (m) | Grau máximo (%) | Curvas de bobsleigh-skeleton  | Curvas de luge individual masculino | Curvas de luge individual feminino/duplas masculinas | Olimpíadas de Inverno                  |
| -------------- | --------------------------------------------------------------------------- | --------------- | ----------------------- | --------------- | ----------------------------- | ----------------------------------- | ---------------------------------------------------- | -------------------------------------- |
| Áustria        | Igls                                                                        | 1 220           | 98.10                   | 14              | 14                            | 10                                  | 10                                                   | 1964, 1976                             |
| Canadá         | Calgary                                                                     | 1 475           | 121.48                  | 15              | 14                            | 14                                  | 10                                                   | 1988                                   |
| Canadá         | Whistler                                                                    | 1 450           | 152                     | 10.5 (média)    | 16                            | 16                                  | 14                                                   | 2010                                   |
| França         | La Plagne                                                                   | 1 507.5         | 119                     | 8.29 (média)    | 19                            | 15                                  | 14                                                   | 1992, parte da candidatura de 2018     |
| Alemanha       | Altenberg                                                                   | 1 413           | 122.22                  | 15              | 18                            | 18                                  | 16 (individual feminino)/ 12 (duplas masculinas)     | NA                                     |
| Alemanha       | Königssee                                                                   | 1 306           | 117                     | 10.35           | 13 (bobsleigh)/ 12 (skeleton) | 16                                  | 12                                                   | NA embora parte da candidatura de 2018 |
| Alemanha       | Oberhof (luge only though it has run bobsleigh and skeleton in the past)    | 1069.70         | 96.37                   | 9.2 (média)     | 15                            | 15                                  | 12                                                   | NA                                     |
| Alemanha       | Winterberg                                                                  | 1 330           | 110                     | 15 (9.8% média) | 14                            | 14                                  | 11                                                   | NA                                     |
| Itália         | Cesana                                                                      | 1 435           | 117                     | 9.2 (média)     | 19                            | 19                                  | 17                                                   | 2006                                   |
| Itália         | Cortina d'Ampezzo (bobsleigh and skeleton only)                             | 1 350           | 120.45                  | 15.9            | 13                            | NA                                  | NA                                                   | 1956                                   |
| Japão          | Nagano                                                                      | 1 360           | 113                     | 8.64 (média)    | 14                            | 14                                  | 13                                                   | 1998                                   |
| Letônia        | Sigulda                                                                     | 1 200           | Sem dados               | Sem dados       | 16                            | 16                                  | 13                                                   | NA                                     |
| Noruega        | Lillehammer                                                                 | 1 365           | 114.3                   | 15              | 16                            | 16                                  | 13                                                   | 1994                                   |
| Rússia         | Paramonovo                                                                  | 1 600           | 105.0                   | 15              | 19                            | -                                   | -                                                    | NA                                     |
| Rússia         | Rzhanaya Polyana (em construção)                                            | -               | 150                     | -               | 19                            | 20                                  | 17                                                   | 2014                                   |
| Suíça          | St. Moritz (bobsleigh e skeleton apenas, embora tenha tido luge no passado) | 1 722           | 130                     | 15 (8.14 média) | 16                            | NA                                  | NA                                                   | 1928, 1948                             |
| Estados Unidos | Lake Placid                                                                 | 1 455           | 107                     | 9.8 (média)     | 20                            | 20                                  | 17                                                   | 1932, 1980                             |
| Estados Unidos | Park City                                                                   | 1 340           | 103.9                   | 8.1 (média)     | 15                            | 17                                  | 12                                                   | 2002                                   |

### Antigas Pistas
| País                                     | Pista                  | Comprimento (m) | Inclinação vertical (m) | Grau máximo (%) | Curvas de bobsleigh-skeleton | Curvas de luge individual masculino | Curvas de luge individual feminino/duplas masculinas | Olimpíadas de Inverno |
| ---------------------------------------- | ---------------------- | --------------- | ----------------------- | --------------- | ---------------------------- | ----------------------------------- | ---------------------------------------------------- | --------------------- |
| Áustria                                  | Imst                   | 1000.9          | 124.8                   | 12.48           | NA                           | 17                                  | Not given                                            | NA                    |
| Bósnia e Herzegovina (antiga Iugoslávia) | Trebević               | 1300            | 125.9                   | 10.2            | 13                           | 13                                  | 11                                                   | 1984                  |
| França                                   | Alpe d'Huez            | 1500            | 140                     | 9.33            | 13                           | NA                                  | NA                                                   | 1968 bobsleigh        |
| França                                   | Chamonix               | 1369.88         | 156.29                  | 11.4            | 19                           | NA                                  | NA                                                   | 1924                  |
| França                                   | Villard-de-Lans        | 1000            | 110                     | 11              | NA                           | 11                                  | Sem dados                                            | 1968 luge             |
| Alemanha                                 | Garmisch-Partenkirchen | 1525            | 129.43                  | 8.49            | 17                           | -                                   | -                                                    | 1936                  |
| Japão                                    | Teineyama              | 1536            | 132                     | 8.4             | 14                           | NA                                  | NA                                                   | 1972 bobsleigh        |
| Japão                                    | Teineyama              | 1023            | 101                     | 9.9             | NA                           | 14                                  | 11                                                   | 1972 luge             |
| Noruega                                  | Oslo                   | 1507.5          | 124.35                  | 8.6             | 13                           | NA                                  | NA                                                   | 1952                  |
| Suécia                                   | Hammarstrand           | 1045            | Sem dados               | Sem dados       | NA                           | 11                                  | 8                                                    | NA                    |

## Pistas naturais de luge
Ver: Lista de pistas naturais de luge.
Essas são pistas adotadas de caminhos e estradas montanhosos existntes. Formação de relevos e uso de refrigeração artificial são proibidos.